# La Chasse aux dollars
Pour plus de détails, voir Fiche technique et Distribution.
La Chasse aux dollars (titre original : Slither) est un film américain réalisé par Howard Zieff et sorti en 1973.

## Synopsis
Dick Kanipsia, ancien footballeur professionnel, sort de prison. Durant son incarcération, il a entendu parler d'un magot caché. Il entreprend donc de le récupérer. Seulement le butin est également convoité par d'autres curieux. Kanipsia entame donc une quête semée d'embûches.

## Fiche technique
- Titre original : Slither
- Réalisation : Howard Zieff
- Scénario : W.D. Richter
- Photographie : Laszlo Kovacs
- Montage : David Bretherton
- Musique : Tom McIntosh
- Production : Jack Sher
- Pays :  États-Unis
- Genre : comédie
- Durée : 97 minutes
- Date de sortie :
  - États-Unis : 7 mars 1973

## Distribution
- James Caan (VF : Bernard Tiphaine) : Dick Kanipsia
- Peter Boyle : Barry Fenaka
- Sally Kellerman : Kitty Kopetzky
- Louise Lasser : Mary Fenaka
- Allen Garfield : Vincent J. Palmer
- Richard B. Shull : Harry Moss
- Alex Rocco : l'homme à la glace
- Seamon Glass : le fermier en tracteur
- Wayne Storm : le patrouilleur
- Diana Darrin : la chanteuse du groupe
- Stuart Nisbet : Buddy